# Sai, Orne
Sai är en kommun i departementet Orne i regionen Normandie i nordvästra Frankrike. Kommunen ligger i kantonen Argentan-Est som tillhör arrondissementet Argentan. År 2022 hade Sai 227 invånare.

## Befolkningsutveckling
Antalet invånare i kommunen Sai
| Referens: INSEE |